# Торнбург (Пенсилванија)
Торнбург (енгл. Thornburg) град је у америчкој савезној држави Пенсилванија.

## Демографија
По попису из 2010. године број становника је 455, што је 13 (-2,8%) становника мање него 2000. године.
| Група             | 2000.       | 2010.       |
| Белци             | 447 (95,5%) | 441 (96,9%) |
| Афроамериканци    | 0 (0,0%)    | 0 (0,0%)    |
| Азијати           | 4 (0,9%)    | 4 (0,9%)    |
| Хиспаноамериканци | 7 (1,5%)    | 5 (1,1%)    |
| Укупно            | 468         | 455         |